# Eriocaulon rockianum
Eriocaulon rockianum là một loài thực vật có hoa trong họ Eriocaulaceae. Loài này được Hand.-Mazz. mô tả khoa học đầu tiên năm 1936.